# Cartílago hialino

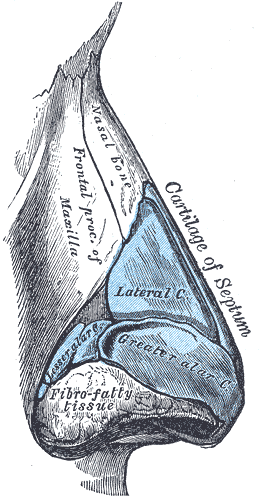
En celeste se muestran los cartílagos de la nariz.

El cartílago hialino es un tejido conjuntivo duro pero que a diferencia del tejido óseo no contiene nervios o vasos sanguíneos, y tampoco está calcificado. Su estructura es relativamente simple, con un solo tipo de células presentes. El cartílago hialino se ubica en los extremos ventrales de las costillas, en la laringe, la tráquea y los bronquios, en la médula espinal , en el corazón y en la superficie articular de los huesos.

## Estructura

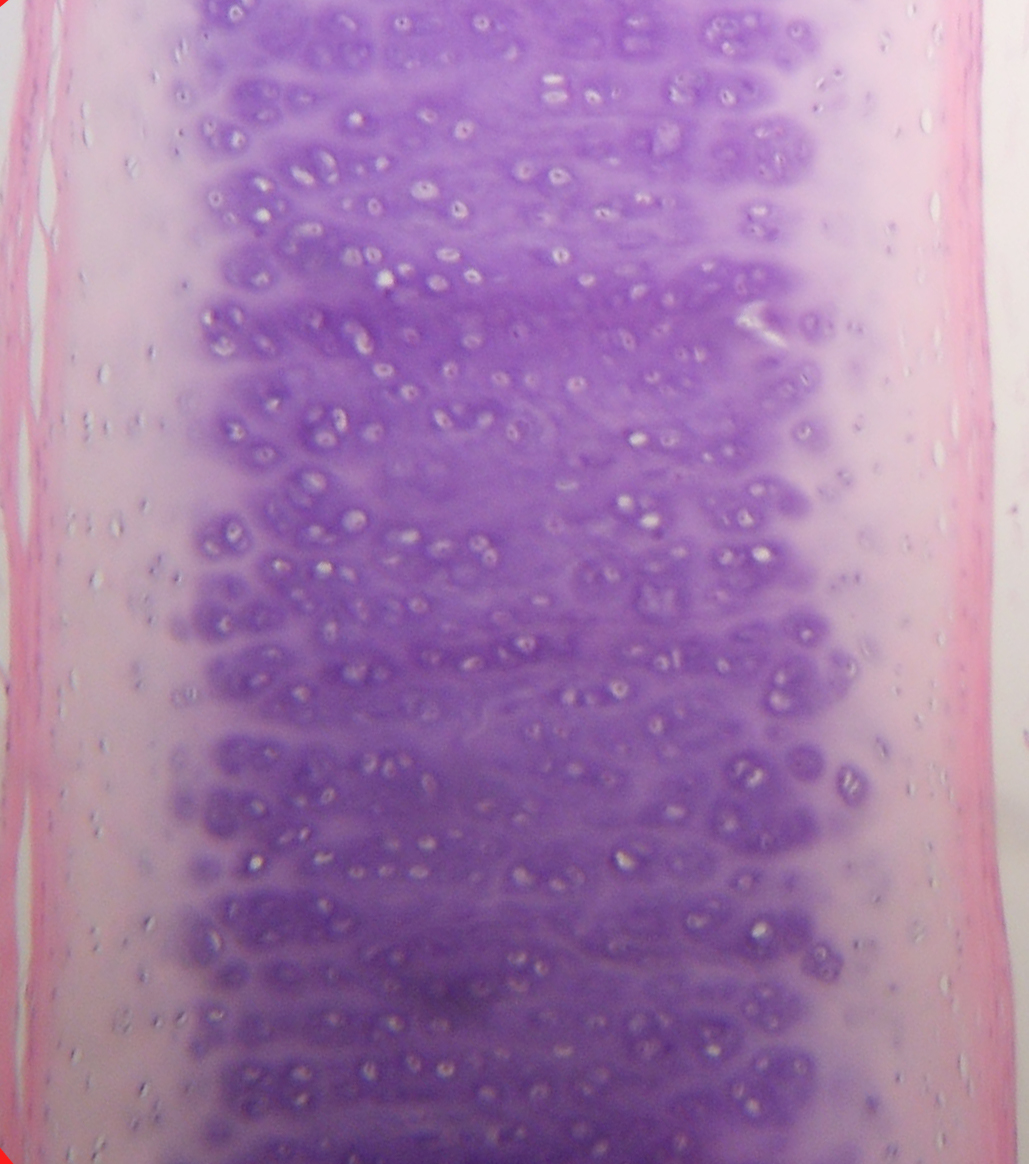
Corte histológico de Tráquea de avestruz. (El cartílago hialino aparece teñido en azul - violeta por la tinción hematoxilina-eosina. En rosado intenso puede verse el pericondrio limitando el tejido.)

El cartílago hialino está cubierto externamente por una membrana fibrosa, llamada pericondrio, excepto en los extremos articulares de los huesos y también donde se encuentra directamente debajo de la piel, es decir, las orejas y la nariz. Esta membrana contiene vasos que le proporcionan nutrición al cartílago.
Si se observa una delgada capa bajo el microscopio, se encontrará que está formado por células con forma redondeada o sitas, en grupos de dos o más en una matriz biológica granular o casi homogénea. Al microscopio óptico no se observa red fibrilar en la matriz extracelular, pero sin embargo al utilizar luz polarizada pueden visualizarse redes de fibrillas. Este efecto óptico se debe a que el índice de refracción de las fibrillas es similar al de la matriz en las que se encuentran inmersas.
La matriz extracelular es una red 3D muy compleja. Las células se encuentran en las cavidades de la matriz, llamada lagunas del cartílago; en torno a estas la matriz está dispuesta en líneas concéntricas, como si se hubiera formado en porciones sucesivas alrededor de las células del cartílago. Esto constituye la llamada cápsula del espacio.
Cada laguna está generalmente ocupada por una sola célula, pero durante la división de las células puede contener dos, cuatro u ocho células, lo que constituye un grupo isogénico o grupo de células isogénicas.
El cartílago hialino también contiene condrocitos que son las células del cartílago que producen la matriz. La matriz hialina del cartílago se compone sobre todo de colágeno tipo II y sulfato de condroitina, los cuales también se encuentran en el cartílago elástico.

## Clasificación
Puede dividirse en cartílago hialino no articular y articular.
- Cartílago hialino no articular: se localiza en las fosas nasales, en los cartílagos aritenoideo, cricoideo y tiroideo, en los anillos de la tráquea, en los cartílagos de los bronquios, y en la inserción esternal de las extremidades de las costillas.

- Cartílago hialino articular: tapiza las superficies de las articulaciones móviles.

## Propiedades físicas

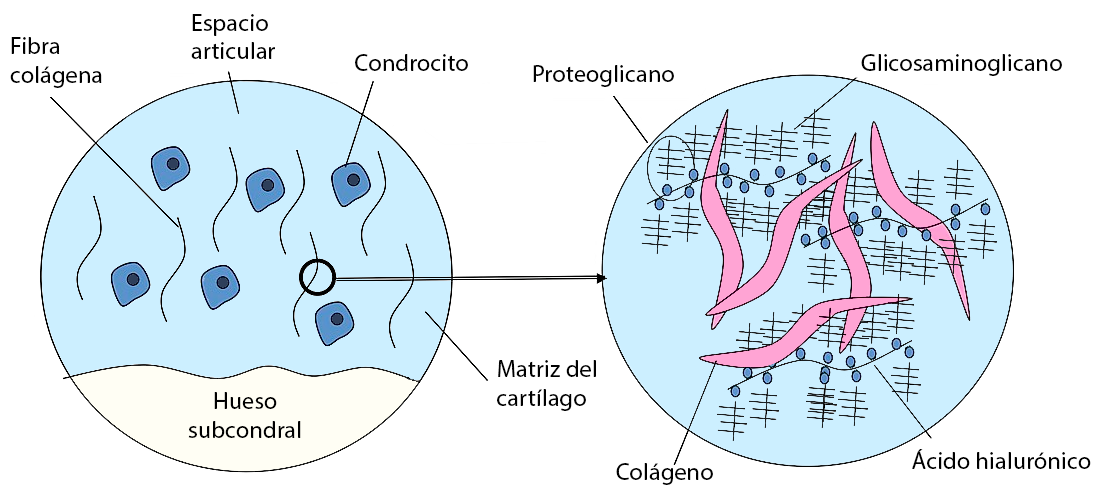
Esquema de la unión de los proteoglicanos a los componentes de la matriz del cartílago.

La rigidez de la matriz no se debe al calcio como en el caso de los huesos, sino a las uniones entre el colágeno, el ácido hialurónico y los proteoglicanos que la conforman. La estructura molecular de los proteoglicanos está formada por una proteína en la parte central unida a glucosaminoglucanos (o GAGs). Para formar la matriz, un extremo de la proteína se une a un polímero de ácido hialurónico. Esta molécula a su vez es capaz de unirse hasta con 200 proteoglicanos. El colágeno se une a las cadenas laterales de los glucosaminoglucanos.

## Funciones
El cartílago hialino tiene múltiples funciones:
- Sostén: El cartílago hialino brinda soporte elástico a diferentes estructuras, incluyendo: los bronquios, la membrana nictitante (tercer párpado), los puntos de inserción de los extremos ventrales de las costillas en el esternón y las superficies de las articulaciones.

- Elasticidad: Es capaz de absorber los impactos, muy importante especialmente en las articulaciones.

- Reducción de la fricción: En las articulaciones constituyen superficies lisas para que las articulaciones se deslicen al moverse en lugar de crear rozamiento.

- Esqueleto embrionario: En el embrión el cartílago hialino constituye el esqueleto temporal.

- Crecimiento: El crecimiento intersticial del cartílago hialino a nivel de la placa fisaria posibilita la elongación de los huesos largos.